# Yeon-aesulsa
Yeon-aesulsa (연애술사?), noto anche con il titolo internazionale Love in Magic, è un film del 2005 diretto da Cheon Se-hwan.

## Trama
Il celebre prestigiatore Woo Ji-hoon è un donnaiolo che, come ultima conquista, ha portato in una camera d'albergo l'ingenua professoressa Koo Hee-won. Il loro "rapporto" è stato tuttavia filmato e caricato su internet: i due devono così scoprire chi è stato e, soprattutto, come risolvere la situazione.

## Distribuzione
In Corea del Sud la pellicola è stata distribuita dalla CJ Entertainment a partire dal 20 maggio 2005.